# Daniel Andersson (futbolista nacido en 1977)
Daniel Andersson (*Borgeby, Suecia, 28 de agosto de 1977) es un exfutbolista sueco. Jugaba de volante y su actual equipo fue el Malmö FF de la Allsvenskan de Suecia.

## Selección nacional
Ha sido internacional con la Selección de fútbol de Suecia, ha jugado 57 partidos internacionales.

### Participaciones en Copas del Mundo
| Mundial                        | Sede                  | Resultado        |
| ------------------------------ | --------------------- | ---------------- |
| Copa Mundial de Fútbol de 2002 | Corea del Sur & Japón | Octavos de final |
| Copa Mundial de Fútbol de 2006 | Alemania              | Octavos de final |

## Clubes
| Club          | País   | Año       |
| ------------- | ------ | --------- |
| Malmö FF      | Suecia | 1995-1998 |
| AS Bari       | Italia | 1998-2001 |
| SSC Venezia   | Italia | 2001-2002 |
| Chievo Verona | Italia | 2002-2003 |
| Ancona Calcio | Italia | 2003-2004 |
| Malmö FF      | Suecia | 2004-2013 |

- Datos: Q351934